# Ryom-Verzeichnis
Ryom-Verzeichnis eller Répertoire des oeuvres d'Antonio Vivaldi, båda oftast förkortade RV, är en (numera standard-) katalog över Antonio Vivaldis musik som skapades av Peter Ryom. Katalogen används för att identifiera Vivaldis verk genom att ange RV-nummer för respektive verk.
Även tidigare kataloger förekommer. Bland annat av Rinaldi, publicerad i Rom 1944 och av Picherle (Paris 1948). När den fullständiga förteckningen av Antonio Fanna var klar (Milano 1968), hade Ryom redan påbörjat sitt arbete. Därför gavs det ut ett supplement till Fannas katalog med tidigare okända verk som Ryom upptäckt. Fannas katalog innehåller enbart instrumentala verk. För att uppnå överensstämmelse anges i Ryoms katalog även numreringen från Fanna, Pincherle och Ricordi.